# Joaquim Lopes Chaves
Joaquim Lopes Chaves (Jacareí, 15 de janeiro de 1833 — Rio de Janeiro, 4 de agosto de 1909) foi um político brasileiro. Era filho do comendador Francisco Lopes Chaves, o 1° Barão de Santa Branca e de Gertrudes de Carvalho Lopes Chaves, e irmão de Francisco Lopes Chaves (2º Barão de Santa Branca), Licínio Lopes Chaves (2º Barão de Jacareí) e de Marcelina Lopes Chaves (esposa de Américo Brasiliense de Almeida Melo - presidente do Estado de São Paulo).

## Biografia
Concluindo seus estudos primários em Jacareí, foi estudar em São Paulo onde se formou bacharel pela Faculdade de Direito do Largo de São Francisco em 1856. Mudou-se para Taubaté, e filiou-se ao Partido Conservador iniciando, assim, sua ativa participação na política. Eleito vereador naquela cidade, cumpriu diversos mandatos, tendo sido ainda presidente da Câmara e inspetor da Instrução pública.
Em 1858 é eleito Deputado Provincial, cumprindo sucessivos mandatos até 1889, tendo sido ainda, presidente da Assembleia Legislativa no período de 4 de fevereiro de 1874 até 1º de fevereiro de 1876, e de 6 de fevereiro de 1877 a 4 de março de 1880.
Posteriormente, já filiado ao PRP, foi eleito deputado federal de 1891 a 1893 e depois, Senador Estadual, cargo que exerceu de 1895 a 1897 e de 1901 a 1903. Seu último mandato foi o de senador federal por São Paulo, tendo falecido no Rio de Janeiro enquanto ainda estava em exercício em 1909.
Em toda sua trajetória política, prestou relevantes serviços à causa pública, colocando-se sempre como um verdadeiro fiscal do patrimônio público. Sempre dedicado aos estudos sobre finanças, fez parte das comissões de Fazenda, apresentando trabalhos que eram postos em prática pelas mesmas. Foi casado com Ana Domingues de Castro (filha de Manuel Jacinto Domingues de Castro - o Barão de Paraitinga[carece de fontes?]), tendo com ela duas filhas: Joaquina Lopes Chaves Porto, casada com Francisco de Oliveira Porto e Ana Chaves de Alvarenga, casada com Antonio Silvério de Alvarenga.
Em 15 de janeiro de 1871 casou-se em segundas núpcias com Candida Augusta Marcondes , com quem não deixou descendentes.

## Homenagem
No município de São Paulo, a rua Lopes Chaves foi aberta nas últimas décadas do século XIX, já constando do Mapa da Cidade de 1897 com a mesma denominação. Em 1916, através do Ato nº 972, ela foi oficializada com o nome Lopes Chaves  Link para mapa da rua em homenagem a Joaquim de Lopes Chaves  - Bairro Santa Cecília - São Paulo - SP
23° 31′ 44,52″ S, 46° 39′ 30,7″ O